# Lijst van gemeentelijke monumenten in Ugchelen
Het dorp Ugchelen, onderdeel van de gemeente Apeldoorn, kent 6 gemeentelijke monumenten. Hieronder een overzicht.
| Object                                        | Bouwjaar | Architect | Locatie                               | Coördinaten                   | Nr.             | Afbeelding                                    |
| --------------------------------------------- | -------- | --------- | ------------------------------------- | ----------------------------- | --------------- | --------------------------------------------- |
| Papiermolen/wasserij (voormalig) 'De Bouwhof' |          |           | Bouwhofweg 18                         | 52° 11' 20" NB, 5° 56' 51" OL | 0200/wikinr_43  | Papiermolen/wasserij (voormalig) 'De Bouwhof' |
| Transformatorhuisje                           |          |           | Hoenderloseweg bij nr. 6              | 52° 11' 6" NB, 5° 56' 2" OL   | 0200/wikinr_195 | Transformatorhuisje                           |
| Gehele molencomplex 'De Hamermolen'           |          |           | Hoenderloseweg 155                    | 52° 10' 44" NB, 5° 55' 21" OL | 0200/wikinr_196 | Gehele molencomplex 'De Hamermolen'           |
| Waterloop en molenhoofd 'De Hamermolen'       |          |           | Hoenderloseweg 155                    | 52° 10' 44" NB, 5° 55' 21" OL | 0200/wikinr_197 | Waterloop en molenhoofd 'De Hamermolen'       |
| Boerderij                                     |          |           | Wezenweg 19                           | 52° 10' 46" NB, 5° 54' 58" OL | 0200/wikinr_770 | Boerderij                                     |
| Kinderhuis 'Caesarea'                         | 1923     |           | Hoenderloseweg 108/Hoenderloseweg 110 | 52° 10' 25" NB, 5° 54' 51" OL | 0200/wikinr_896 | Kinderhuis 'Caesarea'                         |